# Convención para la Conservación de las Focas Antárticas

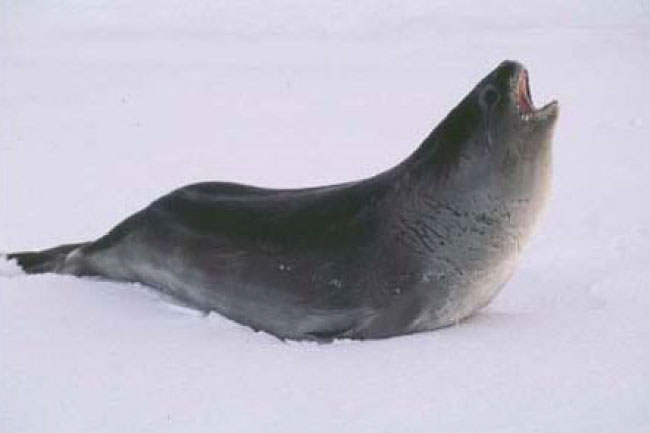
Foca de Ross, protegida por la convención.

La Convención para la Conservación de las Focas Antárticas (CCFA) es un acuerdo internacional celebrado en Londres en 1972, y que entró en vigor en 1978 como parte del Sistema del Tratado Antártico.
El acuerdo tiene como objetivo promover, proteger, estudiar y gestionar de forma razonable los fócidos (Phocidae) para mantener su población en un equilibrio satisfactorio con el sistema ecológico de la Antártida.
Las especies protegidas por la convención son (artículo 1): elefante marino, leopardo marino, foca de Weddell, foca cangrejera, foca de Ross, lobo de dos pelos.

## Estados parte de la Convención
La Convención se abrió a la firma desde el 1 de junio al 31 de diciembre de 1972 para los estados participantes en la Conferencia sobre la Protección de las Focas Antárticas, que se celebró en Londres entre el 3 y el 11 de febrero de 1972. De los participantes, 12 estados la firmaron. Luego 11 de ellos (todos excepto Nueva Zelanda) posteriormente la ratificaron o aceptaron. El país depositario de los instrumentos de ratificación o aceptación es el Reino Unido (artículo 11).
El acuerdo debía entrar en vigor el trigésimo día siguiente al depósito del séptimo instrumento de ratificación o de aceptación (artículo 13). Eso ocurrió con la ratificación de Bélgica el 9 de febrero de 1978, por lo que entró en vigor el 11 de marzo de 1978. El Reino Unido lo registró el 12 de abril de 1978 en la Secretaría de las Naciones Unidas, de conformidad con el artículo 102 de la Carta de las Naciones Unidas.
El acuerdo también prevé la posibilidad de que los estados que no la firmaron puedan hacerlo por invitación y con el consentimiento de todas las partes contratantes (artículo 12). En 2002, fue el caso de cinco estados que depositaron sus instrumentos de adhesión, con lo que el número de estados parte se elevó a 16.
| País                                                                                      | Firma de la convención  | Depósito de los instrumentos de ratificación, de aceptación o de accesión | Ratificación, aceptación o adhesión | Objeciones | Declaración o reserva | fecha de entrada en vigor |
| ----------------------------------------------------------------------------------------- | ----------------------- | ------------------------------------------------------------------------- | ----------------------------------- | ---------- | --------------------- | ------------------------- |
| Alemania (República Federal de Alemania)                                                  | (no firmante)           | 30 de septiembre de 1987                                                  | adhesión                            |            | Si                    | 30 de octubre de 1987     |
| Argentina                                                                                 | 9 de junio de 1972      | 7 de marzo de 1978                                                        | ratificación                        |            | Si                    | 6 de abril de 1978        |
| Australia                                                                                 | 5 de octubre de 1972    | 1 de julio de 1987                                                        | ratificación                        |            |                       | 31 de julio de 1987       |
| Bélgica                                                                                   | 9 de junio de 1972      | 9 de febrero de 1978                                                      | ratificación                        |            |                       | 11 de marzo de 1978       |
| Brasil                                                                                    | (no firmante)           | 11 de febrero de 1991                                                     | adhesión                            |            |                       | 13 de marzo de 1991       |
| Canadá                                                                                    | (no firmante)           | 4 de octubre de 1990                                                      | adhesión                            |            |                       | 3 de noviembre de 1990    |
| Chile                                                                                     | 28 de diciembre de 1972 | 7 de febrero de 1980                                                      | ratificación                        |            | Si                    | 8 de marzo de 1980        |
| Estados Unidos                                                                            | 28 de junio de 1972     | 28 de diciembre de 1976                                                   | ratificación                        | Si         |                       | 11 de marzo de 1978       |
| Francia                                                                                   | 19 de diciembre de 1972 | 19 de febrero de 1975                                                     | aceptación                          | Si         |                       | 11 de marzo de 1978       |
| Italia                                                                                    | (no firmante)           | 2 de abril de 1992                                                        | adhesión                            |            |                       | 2 de mayo de 1992         |
| Japón                                                                                     | 28 de diciembre de 1972 | 28 de agosto de 1980                                                      | aceptación                          |            |                       | 27 de septiembre de 1980  |
| Noruega                                                                                   | 9 de junio de 1972      | 10 de diciembre de 1973                                                   | ratificación                        |            |                       | 11 de marzo de 1978       |
| Nueva Zelanda                                                                             | 9 de junio de 1972      | (no ratificó)                                                             | (no ratificó)                       |            |                       | No entró en vigor         |
| Polonia                                                                                   | (no firmante)           | 15 de agosto de 1980                                                      | adhesión                            |            |                       | 14 de septiembre de 1980  |
| Reino Unido                                                                               | 9 de junio de 1972      | 10 de septiembre de 1974                                                  | ratificación                        | Si         |                       | 11 de marzo de 1978       |
| Sudáfrica                                                                                 | 9 de junio de 1972      | 15 de agosto de 1972                                                      | ratificación                        |            |                       | 11 de marzo de 1978       |
| Unión Soviética. El 14 de enero de 1992 Rusia declaró su continuidad respecto de la URSS. | 9 de junio de 1972      | 8 de febrero de 1978                                                      | ratificación                        | Si         | Si                    | 11 de marzo de 1978       |